# Trisobbio
Trisobbio (piemontiul: Tërseubi) település Olaszországban, Piemont régióban, Alessandria megyében. Lakosainak száma 655 fő (2023. január 1.). Trisobbio Carpeneto, Cremolino, Montaldo Bormida, Morsasco, Orsara Bormida, Ovada és Rocca Grimalda községekkel határos.

## Népesség
A település lakossága az elmúlt években az alábbi módon változott:
| Lakosok száma | 674  | 677  | 675  | 655  |
|               | 2008 | 2017 | 2018 | 2023 |